# Březí (Strakonicei járás)
Březí falu és önkormányzat (obec) Csehország Dél-csehországi kerületének Strakonicei járásában. Területe 5,6 km², lakosainak száma 75 (2008. 12. 31). A falu Strakonicétől mintegy 28 km-re északra, České Budějovicétől 77 km-re északnyugatra, és Prágától 79 km-re délnyugatra fekszik.

## Az önkormányzathoz tartozó település
- Březí u Blatné

## Népesség
A település népessége az elmúlt években az alábbi módon változott:
| Lakosok száma | 382  | 377  | 338  | 256  | 123  | 81   | 75   | 69   | 66   | 64   |
|               | 1869 | 1890 | 1921 | 1950 | 1980 | 2001 | 2017 | 2019 | 2022 | 2024 |